# Elecciones presidenciales de Chipre de 1973
Las elecciones presidenciales de Chipre estaban destinadas a celebrarse el 18 de febrero de 1973. Sin embargo, el único que presentó una candidatura fue Makarios III. Como resultado, no se realizó la votación y el arzobispo y presidente incumbente fue automáticamente declarado ganador para otro mandato de cinco años.
El mandato de Makarios III se vio interrumpido por el Golpe de Estado de 1974 liderado por la organización EOKA y con apoyo de la dictadura militar griega, con el fin de forzar la enosis. Tras la invasión de Chipre y la caída del régimen de facto de Níkos Sampsón, Makarios sería nuevamente instalado en la presidencia. Sin embargo, tampoco lograría completar el mandato constitucional, pues moriría unos meses antes en 1977.